# Euploea lewanii
Euploea lewanii är en fjärilsart som beskrevs av Felder 1865. Euploea lewanii ingår i släktet Euploea och familjen praktfjärilar. Inga underarter finns listade i Catalogue of Life.